# Cupa Mondială de Baschet Masculin din 2023 - Grupa C
Grupa C de la Cupa Mondială de Baschet Masculin din 2023 a fost o grupă preliminară din cadrul Cupei Mondiale de Baschet Masculin din 2023 care și-a desfășurat meciurile la Mall of Asia Arena, Pasay. Echipele care au făcut parte din această grupă au fost: Grecia, Iordania, Noua Zeelandă și SUA. Fiecare echipă va juca cu fiecare echipă, primele două se vor califica pentru a doua rundă, iar ultimele două pentru stabilirea clasamentului.

## Echipe
| Echipă        | Calificare                  | Calificare        | Apariție | Apariție | Apariție     | Cea mai bună preformanță                 | CM |
| Echipă        | Ca                          | Dată              | Ultima   | Total    | Continuitate | Cea mai bună preformanță                 | CM |
| ------------- | --------------------------- | ----------------- | -------- | -------- | ------------ | ---------------------------------------- | -- |
| Grecia        | Primele trei locuri Grupa I | 14 noiembrie 2022 | 2019     | 9        | 5            | Vicecampioană (2006)                     | 9  |
| Iordania      | Primele trei din Grupa E    | 24 februarie 2023 | 2019     | 3        | 2            | locul 23 (2010)                          | 33 |
| Noua Zeelandă | Primele trei din grupa E    | 29 august 2022    | 2019     | 7        | 6            | locul 4 (2002)                           | 26 |
| SUA           | Primele trei din Grupa F    | 23 februarie 2023 | 2019     | 19       | 19           | Campioană (1954, 1986, 1994, 2010, 2014) | 2  |

## Clasament
| Loc | Echipa        | M | V | Î | PM  | PP  | DP   | P  | Calificare                               |
| --- | ------------- | - | - | - | --- | --- | ---- | -- | ---------------------------------------- |
| 1   | SUA           | 3 | 3 | 0 | 318 | 215 | +103 | 6  | Avansează în Etapa a doua                |
| 2   | Grecia        | 3 | 2 | 1 | 256 | 254 | +2   | 35 | Avansează în Etapa a doua                |
| 3   | Noua Zeelandă | 3 | 1 | 2 | 241 | 269 | -28  | 4  | Calificare pentru meciurile de clasament |
| 4   | Iordania      | 3 | 0 | 3 | 220 | 297 | -77  | 3  | Calificare pentru meciurile de clasament |

Legendă:
M = meciuri jucate, V = victorii, Î = înfrângeri, PM = puncte marcate, PP = puncte primite, DP = diferență de puncte, P = puncte

## Meciuri

### Iordania vs. Grecia
| 26 august 2023 16:45 |

| Boxscore |

| Iordania                                                                   | 71–92 | Grecia                                                 |
| Scorul pe sferturi: 14–19, 19–27, 27–20, 11–26                             |       |                                                        |
| Pt: Hollis-Jefferson 24 Rec: Al-Dwairi, Hollis-Jefferson 9 Pase: Ibrahim 6 |       | Pt: Larentzakis 19 Rec: Rogkavopoulos 7 Pase: Walkup 7 |

### SUA vs. Noua Zeelandă
| 26 august 2023 20:45 |

| Boxscore |

| SUA                                            | 99–72 | Noua Zeelandă                                   |
| Scorul pe sferturi: 19–18, 26–18, 31–22, 23–14 |       |                                                 |
| Pt: Banchero 21 Rec: Edwards 7 Pase: Reaves 6  |       | Pt: Te Rangi 15 Rec: Delany, Fotu 5 Pase: Ili 5 |

### Noua Zeelandă vs. Iordania
| 28 august 2023 16:45 |

| Boxscore |

| Noua Zeelandă                                                  | 95–87 (OT) | Iordania                                                  |
| Scorul pe sferturi: 21–18, 25–19, 19–20, 20–28, Overtime: 10–2 |            |                                                           |
| Pt: Le'afa 23 Rec: Delany 7 Pase: Ili 10                       |            | Pt: Hollis-Jefferson 39 Rec: Al-Dwairi 10 Pase: Ibrahim 9 |

### Grecia vs. SUA
| 28 august 2023 20:45 |

| Boxscore |

| Grecia                                                                | 81–109 | SUA                                       |
| Scorul pe sferturi: 19–23, 18–27, 19–29, 25–30                        |        |                                           |
| Pt: Papagiannis 17 Rec: Antetokounmpo, Rogkavopoulos 4 Pase: Walkup 7 |        | Pt: Reaves 15 Rec: Hart 11 Pase: Reaves 6 |

### SUA vs. Iordania
| 30 august 2023 16:40 |

| Boxscore |

| SUA                                            | 110–62 | Iordania                                                       |
| Scorul pe sferturi: 31–12, 31–21, 25–16, 23–13 |        |                                                                |
| Pt: Edwards 22 Rec: Hart 12 Pase: Haliburton 6 |        | Pt: Hollis-Jefferson 20 Rec: Hollis-Jefferson 7 Pase: Kanaan 6 |

### Grecia vs. Noua Zeelandă
| 30 august 2023 20:40 |

| Boxscore |

| Grecia                                              | 83–74 | Noua Zeelandă                         |
| Scorul pe sferturi: 15-20, 17-23, 18-11, 33-20      |       |                                       |
| Pt: Papapetrou 27 Rec: Papagiannis 9 Pase: Walkup 9 |       | Pt: Ili 27 Rec: Delany 14 Pase: Ili 8 |